# Hans Sigvart Realfsen
Hans Sigvart „Siggen“ Realfsen (* 24. April 1940) ist ein ehemaliger norwegischer Radrennfahrer und nationaler Meister im Radsport.

## Sportliche Laufbahn
Realfsen war im Straßenradsport aktiv. 1969 wurde er nationaler Meister im Mannschaftszeitfahren mit Leif Yli, Jan Henriksen und Tor Gunstad. 1968 wurde er Dritter der Meisterschaft im Straßenrennen hinter dem Sieger Tore Milsett.
1962 startete er in der Internationalen Friedensfahrt und belegte den 77. Rang in der Gesamtwertung. 1966 gewann er das Rennen Roserittet in seiner Heimat. Er startete für den Verein Birkenes Idrettslag. Realfsen war Gründer der Radsportsektion des Vereins.